# Теософско общество
Теосо́фско общество́ (на английски: Theosophical Society от на английски: theosophy – теософия) е международна обществена организация.
Девиз на обществото: Satyat Nasti Paro Dharmah (санскрит); приет (но не точен) превод на английски: There is no religion higher than truth („Няма религия по-висока от Истината“).
Обществото е основано на 17 ноември 1875 г. в Ню Йорк от Елена Блаватска, полковник Олкот и У. К. Джъдж (William Quan Judge). Президент е Олкот, а Блаватска е секретар.
През 1882 г. седалището е пренесено в Адяр, Индия. След смъртта на Блаватска през 1891 дейността на обществото продължават Олкот, Джъдж и английската писателка Ани Безант (Annie Wood Besant), която става президент на обществото след Олкот. През 1895 г. настъпва разцепление и У. Джъдж, след конфликт с другите двама, се отделя и основава американска секция на обществото.
Организацията, оглавявана от Олкот и Безант, продължава да се намира в Индия и днес и е известна като The Theosophical Society – Adyar; секцията, оглавявана от Джъдж, е известна просто като The Theosophical Society, но за яснота често се добавя international headquarters, Pasadena, California (адресът на седалището в Пасадина, Калифорния).
Има и трета структура, известна като The United Lodge of Theosophists (ULT), която се отделя ог втората през 1909 г.